# 张彤 (足球运动员)
张彤（1984年4月3日—），中国足球运动员，中国国家女子足球队成员，司职中场。她曾代表国家队参加2006年亚洲运动会女子足球比赛，获得一枚铜牌。